# Österreichischer Bauherrenpreis 1985
Mit dem Österreichischen Bauherrenpreis der Zentralvereinigung der Architekten Österreichs wurden im Jahr 1985 die folgenden Projekte ausgezeichnet:
| Realisierung                                                       | Bauherr                              | Planer                                                   |
| ------------------------------------------------------------------ | ------------------------------------ | -------------------------------------------------------- |
| Landhaus Bregenz                                                   | Amt der Vorarlberger Landesregierung | Wilhelm Holzbauer mit G. Mätzler, N. Schweitzer, M. Rapf |
| Atelier und Studio Baumann in Wien                                 | E. Baumann                           | Coop Himmelb(l)au                                        |
| Umbau vom Restaurant im Palais Schwarzenberg am Schwarzenbergplatz | Fürst Karl Schwarzenberg             | Hermann Czech                                            |
| Friedhoferweiterung in St. Florian                                 | Bürgermeister K. Brunbauer           | August Kürmayr                                           |